# NMEA 0183
NMEA 0183 は、船舶用電子機器間の通信のための電気およびデータの複合仕様であり、音響測深機、ソナー、風向風速計、ジャイロコンパス、オートパイロット、GPS受信機（GNSS受信機）などの機器で使われている。GPS/GNSSについては、洋上でなく地上でも同じ仕様が使われている。
NMEA 0183は、米国海洋電子機器協会（National Marine Electronics Association, NMEA）によって定義・管理されている。
NMEA 0183は、NMEA 0180とNMEA 0182の後継である。レジャーマリンではゆっくりと新しいNMEA 2000規格に移行しつつあるが、商業船舶ではNMEA 0183が主流である。

## 詳細
電気的な規格は EIA-422 だが、NMEA-0183出力を持つほとんどのハードウェアは、EIA-232 (RS-232) ポートを駆動できる。標準仕様は絶縁された入出力を要求しているものの、この要件を満たさないハードウェアも多々存在する。
NMEA 0183は、単純なASCIIのシリアル通信プロトコルであり、データがどのように、1つの「トーカー (talker)」から複数の「リスナー (listener)」へと同時に「センテンス(sentence)」の形で送信されるかを定めている。
中間エクスパンダを使うことで、トーカーはほぼ無制限の数のリスナと一方向の通信を行うことができ、マルチプレクサを使うことで複数のセンサーが１つの計算機ポートに送信することができる。
この規格は、アプリケーション層において、各センテンス（メッセージ）タイプの内容も定義しており、これによりすべてのリスナーがメッセージを正確に解析することができる。
NMEA 0183は RS422 トランスポートのみを定義しているが、NMEA0183のセンテンスをUDPデータグラムに入れ（1パケットに1センテンス）、IPネットワークで送信する事実上の標準も存在する。
NMEA規格はプロプライエタリの規格であり、2020年9月現在、2000米ドル超で販売されている（NMEAの会員を除く）。しかし、そのほとんどは公開された情報からリバースエンジニアリング済みである。

## シリアル通信 (データリンクレイヤ)
| 変調レート     | 4,800 |
| データビット   | 8     |
| パリティ       | なし  |
| ストップビット | 1     |
| ハンドシェーク | なし  |

NMEA-0183HSという規格のバリエーションがあり、変調レートを38,400と規定している。これは、AIS装置（自動船舶識別装置）で一般的に使用されている。

## メッセージ構造
- 送信データはすべて、0x20（スペース）から 0x7e (~) の間の印刷可能なASCII文字である。
- データ文字は、予約文字（後述）を除く上記全ての文字である。
- 予約文字は、NMEA 0183 によって次の用途に使われる：

| ASCII | 16進数 | 10進数 | 用途                                |
| ----- | ------ | ------ | ----------------------------------- |
|       | 0x0d   | 13     | キャリッジリターン                  |
|       | 0x0a   | 10     | ラインフィード                      |
| !     | 0x21   | 33     | カブセル化センテンスの開始区切り    |
| $     | 0x24   | 36     | 開始区切り                          |
| *     | 0x2a   | 42     | チェックサム区切り                  |
| ,     | 0x2c   | 44     | フィールド区切り                    |
| \     | 0x5c   | 92     | TAGブロック区切り                   |
| ^     | 0x5e   | 94     | ASCII文字を16進表記するための区切り |
| ~     | 0x7e   | 126    | 予約済み                            |

- メッセージの長さは最長82文字。これには開始文字($または!)と、終了の <LF> を含む。
- 各メッセージの開始文字は、'$'（従来のフィールド区切りのメッセージの場合）または '！'（特別なカプセル化が施されたメッセージの場合）のどちらか。
- 次の5文字は、トーカー（2文字）とメッセージの種類（3文字）を識別する。
- 続くすべてのデータフィールドはカンマで区切られている。
- データがない場合、対応するフィールドは空である（つまりカンマとカンマの間に文字を含まない）。
- 最後のデータフィールドの直後に現れる文字はアスタリスクであるが、これはチェックサムが提供された場合のみ含まれる。
- アスタリスクの直後には、2桁の16進数で表されるチェックサムが続く。チェックサムは，$と*の間にあるすべての文字のASCIIコードの排他的論理和である。公式仕様によるとチェックサムはほとんどのデータセンテンスで任意だが、RMA、RMB、RMC では必須。
- <CR><LF> でメッセージが終了する。

例として、軌跡到着アラームは以下の形式をもつ：
```
$GPAAM,A,A,0.10,N,WPTNME*32
```

これが表す内容は、
| GP     | トーカID: GP はGPS |
| AAM    | 到着アラーム       |
| A      | 到着円進入         |
| A      | 垂線経過           |
| 0.10   | 円半径             |
| N      | 海里               |
| WPTNME | 軌跡名             |
| *32    | チェックサム       |

また、AISメッセージの例としては：
```
!AIVDM,1,1,,A,14eG;o@034o8sd<L9i:a;WF>062D,0*7D
```

## GPS, GNSS でのメッセージ種別の例
主要なトーカーID
- BD, GB - 北斗衛星導航系統 (BeiDou)
- GA - Galileo
- GP - GPS
- GL - GLONASS

- GQ - 準天頂衛星システム (QZSS)

NMEAメッセージは主に以下のセンテンスを含んでいる：
| 種類           | 説明                          |
| -------------- | ----------------------------- |
| $Talker ID+GGA | 位置、時刻、Fixに関するデータ |
| $Talker ID+GLL | 地理的位置 - 緯度経度         |
| $Talker ID+GSA | DOP と 有効な衛星             |
| $Talker ID+GSV | 視界にある衛星                |
| $Talker ID+RMC | 最小限のナビゲーション情報    |
| $Talker ID+VTG | 地表における移動              |

## ベンダー拡張
ほとんどのメーカーは、保守や診断の目的で、標準のNMEAセットに加えて、特別なメッセージを製品に含めている。拡張メッセージは、"$P" で始まります。これらの拡張メッセージは、標準化されていない。

## NMEA 0183データを扱うソフトウェア
GPS、GNSSソフトウェア
- NetStumbler
- Rand McNally StreetFinder
- Magic e-Map
- NemaTalker NMEA instrument simulation
- Microsoft Streets & Trips
- Microsoft MapPoint
- Serotonin Mango M2M[7] (suitable for NMEA compliant weather stations)
- MapKing
- gpsd - Unix GPS Daemon
- GPSy X for Mac OS X[8]
- Turbo GPS PC/PPC[9]
- GRLevelX Weather Suite[10]
- Google Maps Mobile Edition (Java ME Devices)[11]
- JOSM - OpenStreetMap Map Editor
- PolarCOM - a set of digital and analog NMEA instruments[12]
- Avia Sail - PC instruments for both NMEA 0183 and NMEA 2000 [13]
- ゼンリン電子地図帳[14]
- スーパーマップル・デジタル 10（昭文社）
- カシミール3D[15]

## 参照
1. ↑  “NMEA 0183 vs NMEA 2000” (2018年11月). 2020年10月20日閲覧。
2. ↑  Spitzer, Steve. (2009年5月). “NMEA 2000 white paper”. 2020年10月20日閲覧。
3. ↑  “Publications and Standards from the National Marine Electronics Association (NMEA) / NMEA 0183”.   NMEA (2008年11月). 2013年10月21日時点のオリジナルよりアーカイブ。2013年10月21日閲覧。
4. ↑  “National Marine Electronics Association - NMEA”. www.nmea.org. 2020年9月24日閲覧。
5. ↑  Raymond, Eric S.. “NMEA Revealed”. 2022年12月30日閲覧。
6. ↑  Dale DePriest. “NMEA data”. 2020年10月20日時点のオリジナルよりアーカイブ。2020年10月20日閲覧。
7. ↑  http://mango.serotoninsoftware.com/
8. ↑  http://www.gpsy.com/
9. ↑  http://www.turboirc.com/tgps/
10. ↑  http://www.grlevelx.com/
11. ↑  https://www.google.com/mobile/default/maps.html
12. ↑  http://www.polarnavy.com/main/prod2
13. ↑  http://www.aviasail.com
14. ↑  ゼンリン電子地図帳Zi12 機能紹介 (株)ゼンリン
15. ↑  カシミール3D 初心者ガイド２.GPS機種の選定, DAN杉本